# Педажрека
Педажрека (Медал) — река в Вытегорском районе Вологодской области России, правый приток Мегры.

## Физико-географическая характеристика
Образуется при слиянии рек Сара и Худая в окрестностях Нижнего Педажозера. Течёт на север и северо-запад в безлюдной болотистой местности на территории Коштугского сельского поселения, впадает в Мегру в 58 км от её устья. Основные притоки — Азмручей, Сяргручей (оба левые), населённых пунктов на берегах нет. Длина реки составляет 33 км, площадь водосборного бассейна — 235 км².

## Озёра
К бассейну Педажреки относятся озёра:
- Сяргозеро
- Большое Положозеро
- Азмозеро
- Курчозёра

## Данные водного реестра
По данным государственного водного реестра России относится к Балтийскому бассейновому округу, водохозяйственный участок реки — Бассейн Онежского озера без рр. Шуя, Суна, Водла и Вытегра, речной подбассейн реки — Свирь (включая реки бассейна Онежского озера). Относится к речному бассейну реки Нева (включая бассейны рек Онежского и Ладожского озера).
Код объекта в государственном водном реестре — 01040100612102000017772.